# ソン・セン
ソン・セン（Son Sen, 1930年6月12日 - 1997年6月10日）は、カンボジアの軍人・政治家。カンボジア内戦時より参謀総長としてクメール・ルージュ軍を指揮し、民主カンプチア政権において国防担当副首相を務めた。カンプチア共産党中央委員会常務委員候補。和平路線の相違から1997年に粛清。

## 経歴
ソン・センは1930年、フランス支配下のベトナム南部のコーチシナにおいて、少数民族であるカンボジア人の地主の子として生まれた。後にプノンペンで教育を受け、1950年には奨学金を受けフランスに留学した。パリでは哲学および歴史を学んだが、サロット・サル（ポル・ポト）、イエン・サリらと出会い、フランス共産党に入党した。1956年に帰国し、後にリセ・シソワットにおいて教職に就き、1960年代にはプノンペン大学付属教育研究所研究部長となった。しかし、反シハヌークの立場を咎められ、1962年に同職を追われ、教職に戻った。
1963年2月のクメール人民革命党党大会において党中央委員に選出され、党内序列第11位となった。1964年には潜伏し、「第100局」へ移動した。
1972年、総参謀長に就任。1974年12月初旬、首都プノンペン攻撃のための戦線司令官に任命された。1975年4月のプノンペン解放後、8月13日にはカンボジア王国民族連合政府の国防担当副首相に任命され、カンボジアの公安と国防の責任者となり、S21を監督し、「党中央」に報告する立場となった。1976年4月14日にはポル・ポト内閣の国防担当副首相に任命された。
1978年11月の党大会において党中央委員会常務委員候補に選出され「党務／人事、国防」を担当し、序列第6位に昇格した。また、参謀総長の資格で党軍事委員会委員に選出された。しかし、党大会直後にボン・ベト副首相が逮捕され処刑されると、彼に近かったソン・センも嫌疑がかけられた。ただし、同年末のベトナム軍侵攻により難を逃れた。1979年1月6日、プノンペン陥落の前日の夜にプノンペンを離れてコンポンチャムへ向かい、東部戦線のクメール・ルージュ軍の残存勢力を集めようとた。その後、西部のタイ国境地帯へと脱出し、以後クメール・ルージュ軍を指揮してゲリラ戦を展開した。同年12月にキュー・サムファンを首班とする亡命政府が樹立されると、再び国防担当副首相に任命された。
彼はポル・ポトの右腕として働いたが、弟のニ・コン司令官が政府に投降しフン・セン派に加わったのでソンは疑われ始めた。その後、ニ・コンら親族と連絡を取り、フン・セン派幹部と接触していたと言われる。1997年6月10日未明、ポル・ポトの護衛隊長サルンの率いる部隊に自宅を包囲され、家を出たところをAK47で頭部を撃たれて死亡。遺体はピックアップトラックで轢き潰された。

## 家族
妻はユン・ヤット。1976年からポル・ポト内閣で文化・教育相を務めた。
ポル・ポトの命令を受け妻子や孫など12人が1997年6月に殺害された。